# Cretaquarium
El Cretaquarium  (en griego: Ενυδρείο Κρήτης, Enidrio Kritis; o Thalassocosmos en griego: Θαλασσόκοσμος, que quiere decir "Mundo Marino") es un acuario público situado cerca del pueblo de Gournes en la isla de Creta, en el país europeo de Grecia, 15 km al este de la ciudad de Heraklion.
El proyecto fue concebido por empleados del antiguo Instituto de Biología Marina de Creta (IMBC) para crear el primer acuario grande en Grecia, como parte de un parque marino para la investigación, la educación, la cultura y la recreación.